# Preboot Execution Environment
Het Preboot Execution Environment (PXE, ook Pre-Execution Environment) is een manier om een computer te laten zelfstarten via het netwerk, onafhankelijk van eventuele programma's op opslaggeheugens (harde schijf, cd/dvd, diskette, USB-geheugen). De computer haalt de software van een andere daarvoor geconfigureerde computer.
PXE is een specificatie gepubliceerd door Intel en Systemsoft op 20 september 1999.
PXE maakt gebruikt van verschillende netwerkprotocollen zoals IP, UDP, DHCP en TFTP en van concepten als GUID/UUID en Universal Network Device Interface. De firmware van de PXE-client (de computer die zelfstart via PXE) wordt uitgebreid met een aantal voorgedefinieerde API's.